# Zlatni globus za najbolju sporednu glumicu
Zlatni globus za najbolju sporednu glumicu prvi je put dodijelila organizacija Hollywood Foreign Press 1944. za izvedbu u filmu objavljenom prethodne godine.

## Dobitnice i nominirane

### 1940-e
| Godina | Dobitnica film                            | Nominirane                   |
| ------ | ----------------------------------------- | ---------------------------- |
| 1943.  | Katina Paxinou – Kome zvono zvoni         |                              |
| 1944.  | Agnes Moorehead – Gospođa Parkington      |                              |
| 1945.  | Angela Lansbury – Slika Doriana Graya     |                              |
| 1946.  | Anne Baxter – Oštri rub                   |                              |
| 1947.  | Celeste Holm – Džentlmenski sporazum      |                              |
| 1948.  | Ellen Corby – I Remember Mama             |                              |
| 1949.  | Mercedes McCambridge – Svi kraljevi ljudi | Miriam Hopkins – Nasljednica |

### 1950-e
| Godina | Dobitnica film                         | Nominirane |
| ------ | -------------------------------------- | --- |
| 1950.  | Josephine Hull – Harvey                | Judy Holliday – Adamovo rebro Thelma Ritter – Sve o Evi                                                                                 |
| 1951.  | Kim Hunter – Tramvaj zvan čežnja       | Lee Grant – Detektivska priča Thelma Ritter – Sezona parenja                                                                            |
| 1952.  | Katy Jurado – Točno u podne            | Mildred Dunnock – Viva Zapata! Gloria Grahame – Gra iluzija                                                                             |
| 1953.  | Grace Kelly – Mogambo                  | |
| 1954.  | Jan Sterling – The High and The Mighty | |
| 1955.  | Marisa Pavan – Tetovirana ruža         | |
| 1956.  | Eileen Heckart – Loše sjeme            | Mildred Dunnock – Baby Doll Marjorie Main – Prijateljsko uvjeravanje Dorothy Malone – Zapisano na vjetru Patty McCormack – Loše sjeme   |
| 1957.  | Elsa Lanchester – Svjedok optužbe      | Mildred Dunnock – Gradić Peyton Hope Lang – Gradić Peyton Heather Sears – Priča o Esther Costello Miyoshi Umeki – Sayonara              |
| 1958.  | Hermione Gingold – Gigi                | Peggy Cass – Auntie Mame Wendy Hiller – Odvojeni stolovi Maureen Stapleton – Usamljena srca Cara Williams – Bijeg u lancima             |
| 1959.  | Susan Kohner – Imitacija života        | Edith Evans – Priča o opatici Estelle Hemsley – Take a Giant Step Juanita Moore – Imitacija života Shelley Winters – Dnevnik Anne Frank |

### 1960-e
| Godina | Dobitnica film                                  | Nominirane |
| ------ | ----------------------------------------------- | --- |
| 1960.  | Janet Leigh – Psiho                             | Ina Balin – From the Terrace Shirley Jones – Elmer Gantry Shirley Knight – The Dark at the Top of the Stairs Mary Ure – Sinovi i ljubavnici |
| 1961.  | Rita Moreno – Priča sa zapadne strane           | Fay Bainter – Dječji sat Judy Garland – Suđenje u Nürnbergu Lotte Lenya – Rimsko proljeće gospođe Stone Pamela Tiffin – Jedan, dva, tri |
| 1962.  | Angela Lansbury – Mandžurijski kandidat         | Patty Duke – Čudotvorka Hermione Gingold – Glazbenik Shirley Knight – Slatka ptica mladosti Susan Kohner – Freud Gabriella Pallotta – The Pigeon That Took Rome Martha Raye – Billy Rose's Jumbo Kay Stevens – The Interns Jessica Tandy – Pustolovine jednog mladića Tarita – Pobuna na brodu Bounty |
| 1963.  | Maragret Rutheford – The V.I.P.'s               | Diane Baker – Nagrada Joan Greenwood – Tom Jones Wendy Hiller – Igračke na tavanu Linda Marsh – Amerika, Amerika Patricia Neal – Hud Liselotte Pulver – The Global Affair Lilia Skala – Ljiljani u polju                                                                                              |
| 1964.  | Agnes Moorehead – Hush... Hush, Sweet Charlotte | Elizabeth Ashley – Lovci u mutnom Grayson Hall – Noć iguane Lila Kedrova – Grk Zorba Ann Southern – Vjenčani kum |
| 1965.  | Ruth Gordon – Sve o Daisy Clover                | Joan Blondell – Cincinnati Kid Joyce Redman – Othello Thelma Ritter – Boeing Boeing Peggy Wood – Moje pjesme, moji snovi |
| 1966.  | Jocelyn Lagarde – Havaji                        | Sandy Dennis – Tko se boji Virginije Woolf? Vivien Merchant – Alfie Geraldine Page – Sada si veliki dečko Shelley Winters – Alfie |
| 1967.  | Carol Channing – Thoroughly Modern Millie       | Quentin Dean – U vrelini noći Lilian Gish – Komičari Lee Grant – U vrelini noći Pruenella Ransome – Što dalje od bijesne rulje Beah Richards – Pogodi tko dolazi na večeru |
| 1968.  | Ruth Gordon – Rosemaryna beba                   | Barbara Hancock – Finianova duga Abbey Lincoln – Za Ivynu ljubav Sondra Locke – Srce je usamljeni lovac Jane Morrow – Zima jednog lava |
| 1969.  | Goldie Hawn – Kaktusov cvijet                   | Marianne McAndrew – Zdravo, Dolly! Siân Phillips – Zbogom, gospodine Chips Brenda Vaccaro – Ponoćni kauboj Susannah York – Konje ubijaju, zar ne? |

### 1970-e
| Godina | Dobitnica film                                              | Nominirane |
| ------ | ----------------------------------------------------------- | --- |
| 1970.  | Karen Black – Pet lakih komada Maureen Stapleton – Aerodrom | Tina Chin – The Hawaiians Lee Grant – Stanodavac Sally Kellerman – M*A*S*H                                                                            |
| 1971.  | Ann-Margret – Carnal Knowledge                              | Ellen Burstyn – Posljednja kino predstava Cloris Leachman – Posljednja kino predstava Diana Rigg – Bolnica Maureen Stapleton – Plaza Suite            |
| 1972.  | Shelley Winters – Posejdonova avantura                      | Marisa Berenson – Cabaret Jeannie Berlin – Zavodnik Helena Kallianiotes – Kansas City Bomber Geraldine Page – Pete i Tillie                           |
| 1973.  | Linda Blair – Egzorcist                                     | Valentina Cortese – Američka noć Madeline Kahn – Mjesec od papira Kate Reid – Delikatna ravnoteža Sylvia Sidney – Ljetne želje, zimski snovi          |
| 1974.  | Karen Black – Veliki Gatsby                                 | Beatrice Arthur – Mame Jennifer Jones – Pakleni toranj Madeline Kahn – Mladi Frankenstein Diane Ladd – Alice više ne stanuje ovdje                    |
| 1975.  | Brenda Vaccaro – Jacqueline Susann's Once Is Not Enough     | Ronee Blakley – Nashville Geraldine Chaplin – Nashville Lee Grant – Holivudski frizer Barbara Harris – Nashville Lily Tomlin – Nashville              |
| 1976.  | Katherine Ross – Putovanje prokletih                        | Lee Grant – Putovanje prokletih Piper Laurie – Carrie Bernadette Peters – Nijemi film Shelley Winters – Sljedeća stanica, Greenwich Village           |
| 1977.  | Vanessa Redgrave – Julia                                    | Ann-Margret – Joseph Andrews Joan Blondell – Premijera Leslie Browne – Životna prekretnica Quinn Cummings – Djevojka za zbogom Lilia Skala – Roseland |
| 1978.  | Dyan Cannon – Nebo može čekati                              | Carol Burnett – Svadba Maureen Stapleton – Interijeri Meryl Streep – Lovac na jelene Mona Washbourne – Stevie                                         |
| 1979.  | Meryl Streep – Kramer protiv Kramera                        | Jane Alexander – Kramer protiv Kramera Kathleen Beller – Obećanja u mraku Candice Bergen – Početi iznova Valerie Harper – Drugo poglavlje             |

### 1980-e
| Godina | Dobitnica film                        | Nominirane |
| ------ | ------------------------------------- | --- |
| 1980.  | Mary Steenburgen – Melvin i Howard    | Lucie Arnaz – Jazz pjevač Beverly D’Angelo – Rudareva kći Cathy Moriarty – Razjareni bik Debra Winger – Gradski kauboj                                                  |
| 1981.  | Joan Hackett – Only When I Laugh      | Jane Fonda – Ljetnikovac na Zlatnom jezeru Kristy McNichol – Only When I Laugh Maureen Stapleton – Crveni Mary Steenburgen – Ragtime                                    |
| 1982.  | Jessica Lange – Tootsie               | Cher – Jimmy Dean, vrati se Lainie Kazan – Moja omiljena godina Kim Stanley – Frances Lesley Ann Warren – Victor, Victoria                                              |
| 1983.  | Cher – Silkwood                       | Barbarra Carrera – Nikad ne reci nikad Tess Harper – Nježno milosrđe Linda Hunt – Godina opasnog življenja Joanna Pacula – Gorky Park                                   |
| 1984.  | Peggy Ashcroft – Put u Indiju         | Drew Barrymore – Nepremostive razlike Kim Basinger – Potpuno prirodno Jacqueline Bisset – Ispod vulkana Melanie Griffith – Vrućina tijela Christine Lahti – Swing Shift |
| 1985.  | Meg Tilly – Agnes od Boga             | Sonia Braga – Poljubac žene pauka Anjelica Huston – Čast Prizzijevih Amy Madigan – Dvaput u životu Kelly McGillis – Svjedok Oprah Winfrey – Boja purpura                |
| 1986.  | Maggie Smith – Soba s pogledom        | Linda Kozlowski – Krokodil Dundee Mary Elizabeth Mastrantonio – Boja novca Cathy Tyson – Mona Lisa Dianne Wiest – Hannah i njezine sestre                               |
| 1987.  | Olympia Dukakis – Začarana mjesecom   | Norma Aleandro – Gaby-A True Story Anne Archer – Fatalna privlačnost Anne Ramsey – Baci mamu iz vlaka Vanessa Redgrave – Naćuli uši                                     |
| 1988.  | Sigourney Weaver – Zaposlena djevojka | Sonia Braga – Mjesec iznad Paradora Barbara Hershey – Posljednje Kristovo iskušenje Lena Olin – Nepodnošljiva lakoća postojanja Diane Venora – Bird                     |
| 1989.  | Julia Roberts – Čelične magnolije     | Bridget Fonda – Skandal Brenda Fricker – Moje lijevo stopalo Laura San Giacomo – Seks, laži i videovrpce Dianne Wiest – Roditeljstvo                                    |

### 1990-e
| Godina | Dobitnica film                        | Nominirane |
| ------ | ------------------------------------- | --- |
| 1990.  | Whoopi Goldberg – Duh                 | Lorraine Bracco – Dobri momci Diane Ladd – Divlji u srcu Shirley MacLaine – Razglednice s ruba Mary McDonnell – Ples s vukovima Winona Ryder – Sirene                            |
| 1991.  | Mercedes Ruehl – Kralj ribara         | Nicole Kidman – Billy Bathgate Diane Ladd – Rascvjetala ruža Juliette Lewis – Rt straha Jessica Tandy – Pržene zelene rajčice                                                    |
| 1992.  | Joan Plowright – Začarani travanj     | Geraldine Chaplin – Chaplin Judy Davis – Muževi i žene Miranda Richardson – Požuda Alfree Woodard – Passion Fish                                                                 |
| 1993.  | Winona Ryder – Doba nevinosti         | Penelope Ann Miller – Carlitov način Anna Paquin – Glasovir Rosie Perez – Lice straha Emma Thompson – U ime oca                                                                  |
| 1994.  | Dianne Wiest – Metci iznad Broadwaya  | Kirsten Dunst – Intervju s vampirom Sophia Loren – Prêt-à-Porter Uma Thurman – Pakleni šund Robin Wright Penn – Forrest Gump                                                     |
| 1995.  | Mira Sorvino – Moćna Afrodita         | Anjelica Huston – Čuvar prijelaza Kathleen Quinlan – Apollo 13 Kyra Sedgwick – Nešto za razgovor Kate Winslet – Razum i osjećaji                                                 |
| 1996.  | Lauren Bacall – Ogledalo ima dva lica | Joan Allen – Vještice iz Salema Juliette Binoche – Engleski pacijent Barbara Hershey – Portret jedne dame Marianne Jean-Baptiste – Tajne i laži Marion Ross – Večernja zvijezda  |
| 1997.  | Kim Basinger – L.A. povjerljivo       | Joan Cusack – In & Out Julianne Moore – Kralj pornića Gloria Stuart – Titanic Sigourney Weaver – Ledena oluja                                                                    |
| 1998.  | Lynn Redgrave – Bogovi i čudovišta    | Kathy Bates – Predsjedničke boje Brenda Blethyn – Mali glasovi Judi Dench – Zaljubljeni Shakespeare Sharon Stone – Moćni par                                                     |
| 1999.  | Angelina Jolie – Prekinuta mladost    | Cameron Diaz – Biti John Malkovich Catherine Keener – Biti John Malkovich Samantha Morton – Biti najbolji Natalie Portman – Svugdje samo ne ovdje Chloë Sevigny – Dečki ne plaču |

### 2000-e
| Godina | Dobitnica film                      | Nominirane |
| ------ | ----------------------------------- | --- |
| 2000.  | Kate Hudson – Korak do slave        | Judi Dench – Čokolada Frances McDormand – Korak do slave Julie Walters – Billy Elliot Catherine Zeta-Jones – Traffic                               |
| 2001.  | Jennifer Connelly – Genijalni um    | Cameron Diaz – Nebo boje vanilije Helen Mirren – Gosford Park Maggie Smith – Gosford Park Marisa Tomei – U zamci Kate Winslet – Iris               |
| 2002.  | Meryl Streep – Adaptacija           | Kathy Bates – Gospodin Schmidt Cameron Diaz – Bande New Yorka Queen Latifah – Chicago Susan Sarandon – Igby pada                                   |
| 2003.  | Renée Zellweger – Studengora        | Maria Bello – Cooler Patricia Clarkson – Praznici s April Hope Davis – Američki san Holly Hunter – Trinaest                                        |
| 2004.  | Natalie Portman – Bliski odnosi     | Cate Blanchett – Avijatičar Laura Linney – Kinsey Virginia Madsen – Stranputica Meryl Streep – Mandžurijski kandidat                               |
| 2005.  | Rachel Weisz – Brižni vrtlar        | Scarlett Johansson – Završni udarac Shirley MacLaine – U njenim cipelama Frances McDormand – Sjeverna zemlja Michelle Williams – Planina Brokeback |
| 2006.  | Jennifer Hudson – Komadi iz snova   | Adriana Barraza – Babel Cate Blanchett – Bilješke o skandalu Emily Blunt – Vrag nosi Pradu Rinko Kikuchi – Babel                                   |
| 2007.  | Cate Blanchett – Nema me            | Julia Roberts – Rat Charlieja Wilsona Saoirse Ronan – Okajanje Amy Ryan – Nestala bez traga Tilda Swinton – Michael Clayton                        |
| 2008.  | Kate Winslet – Žena kojoj sam čitao | Amy Adams – Sumnja Penélope Cruz – Vicky Cristina Barcelona Viola Davis – Sumnja Marisa Tomei – Hrvač                                              |
| 2009.  | Mo'Nique – Precious                 | Penelope Cruz – Devet Vera Farmiga – Ni na nebu, ni na zemlji Anna Kendrick – Ni na nebu, ni na zemlji Julianne Moore – A Single Man               |

### 2010-e
| Godina | Dobitnica film                                 | Nominirane |
| ------ | ---------------------------------------------- | --- |
| 2010.  | Melissa Leo – Boksač                           | Amy Adams – Boksač Helena Bonham Carter – Kraljev govor Mila Kunis – Crni labud Jacki Weaver – Animal Kingdom                       |
| 2011.  | Octavia Spencer – Tajni život kućnih pomoćnica | Bérénice Bejo – Umjetnik Janet McTeer – Albert Nobbs Jessica Chastain – Tajni život kućnih pomoćnica Shailene Woodley – Nasljednici |
| 2012.  | Anne Hathaway – Jadnici                        | Amy Adams – Gospodar Sally Field – Lincoln Helen Hunt – The Sessions Nicole Kidman – The Paperboy                                   |
| 2013.  | Jennifer Lawrence – Američka prevara           | Sally Hawkins – Tužna Jasmine Lupita Nyong'o – 12 godina ropstva Julia Roberts – August: Okrug Osage June Squibb – Nebraska         |
| 2014.  | Patricia Arquette – Odrastanje                 | Jessica Chastain – Godina puna nasilja Keira Knightley – Igra imitacije Emma Stone – Birdman Meryl Streep – Začarana šuma           |
| 2015.  | Kate Winslet – Steve Jobs                      | Jane Fonda – Mladost Jennifer Jason Leigh – Mrska osmorka Helen Mirren – Trumbo Alicia Vikander – Ex Machina                        |
| 2016.  | Viola Davis – Ograde                           | Naomie Harris – Moonlight Nicole Kidman – Lav Octavia Spencer – Skrivene brojke Michelle Williams – Manchester By the Sea           |
| 2017.  | Allison Janney – Ja, Tonya                     | Mary J. Blige – Farma Mudbound Hong Chau – Downsizing Laurie Metcalf–Lady Bird Octavia Spencer – Oblik vode                         |
| 2018.  | Regina King – Kad bi ulica Beale mogla pričati | Amy Adams – Čovjek iz sjene Claire Foy – Čovjek na Mjesecu Emma Stone – Omiljena Rachel Weisz – Omiljena                            |